# Mies Bloch

Schepen en Zuiderzeemuseum uit 1977

Marie (Mies) Bloch (Amsterdam, 16 mei 1907 – Bergen, 28 januari 1999) was een Nederlandse schilder, tekenaar, textielkunstenaar, pentekenaar en aquarellist.

## Biografie
Mies Bloch werd geboren in Amsterdam, als dochter van Jansje Zeldenrust, onderwijzeres, en Joseph Bloch, een groothandelaar in schoenen. Zijn groothandel groeide later uit tot de schoenenfabriek Bloch en Stibbe. Ze had een broer, Leo, die advocaat werd. Toen zij vier jaar oud was, verhuisde het gezin Bloch naar Rotterdam. In 1913 overleed haar vader op 34-jarige leeftijd. Bloch volgde in Rotterdam de Rijks-HBS voor meisjes, die zij door ziekte echter niet kon afmaken. In 1929 behaalde zij de MO-akte tekenen. Bloch trouwde in 1933 in Amsterdam met de kunstenaar Rein Snapper. Het echtpaar verhuisde in 1938 naar Bergen. Zij kregen twee kinderen, onder wie de kunstenares Saskia Weishut-Snapper. In de oorlogsjaren kon Bloch, die uit een joodse familie kwam, vanwege haar gemengde huwelijk aanvankelijk in Bergen blijven wonen. Naderhand moest Bloch op last van de bezetter toch evacueren naar Amsterdam, waar zij twee- en een half jaar woonde. Na de bevrijding woonde Bloch enige tijd in Alkmaar, voordat zij weer naar Bergen verhuisde. Bloch scheidde in 1951.

## Werk

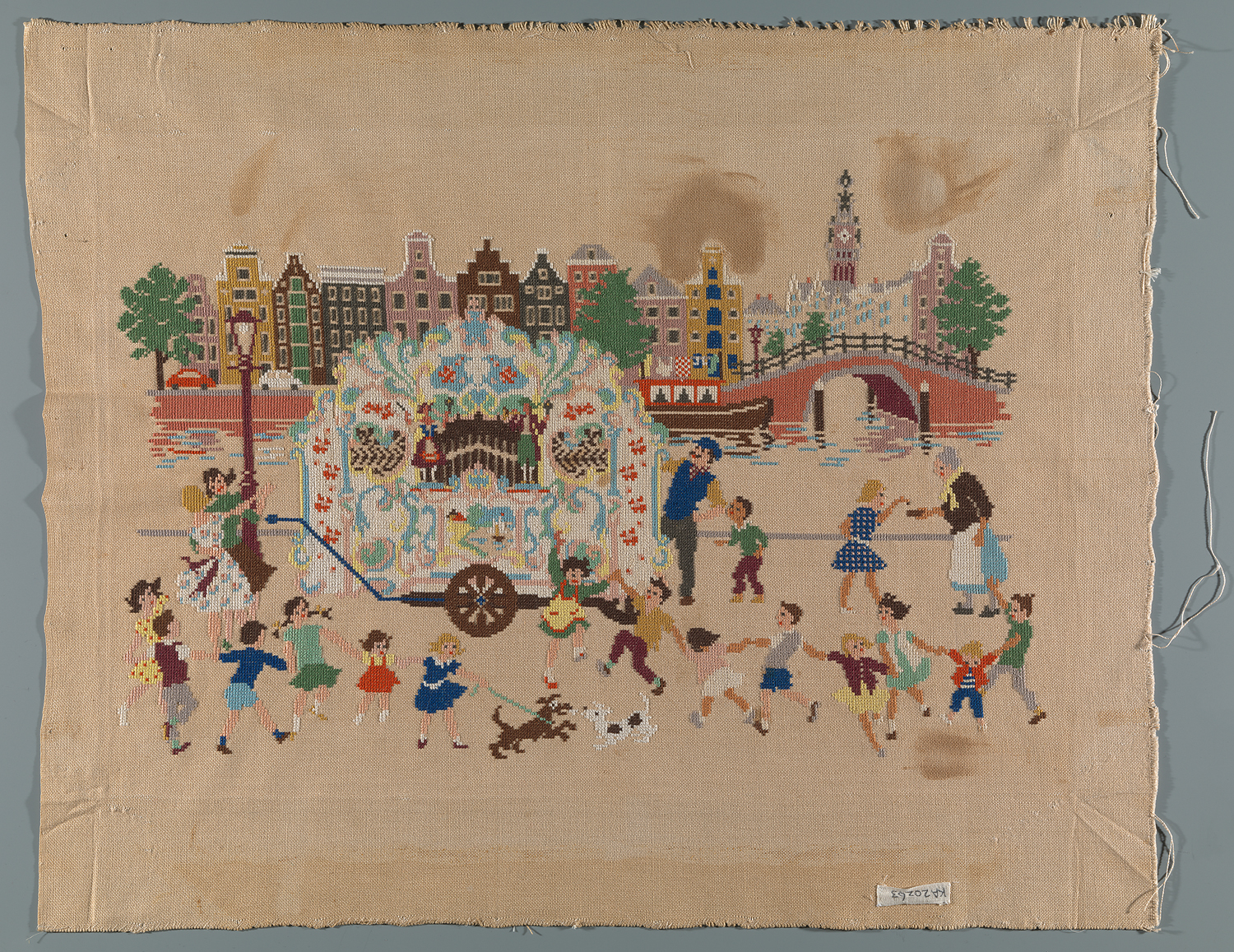
Het pierement, ontwerp Mies Bloch (collectie Amsterdam Museum)

Bloch maakte haar eerste kruissteektekening in 1929. Bloch maakte illustraties voor het kinderblad Jong Nederland. Ze ontwierp kruissteekpatronen voor De Vrouw en haar Huis. In de jaren dertig tekende zij voor De Proletarische Vrouw. In 1939 werd Bloch lid van de Sociaal-Democratische Arbeiderspartij (SDAP) en secretaresse van de Bond van Sociaal-Democratische Vrouwenclubs. Na haar echtscheiding in 1951 werkte Bloch bij de instelling voor schriftelijk onderwijs PBNA. Ook ontwierp zij jarenlang viermaal per jaar de kruissteekpatronen voor het tijdschrift Margriet. Verder maakte zij ontwerpen voor onder andere de Stichting Het Kind en in de jaren zestig voor garenfabriek DMC. Bloch illustreerde daarnaast kinderboeken. Bloch was vanaf 1951 lid van het KunstenaarsCentrumBergen (KCB).
Het archief Mies Bloch, met daarin onder meer werktekeningen en haar getypte en geschreven autobiografie, wordt beheerd door Atria, kennisinstituut voor emancipatie en vrouwengeschiedenis.

## Boek
- Mies Bloch kruissteekboek: van Hollandse landschappen tot speelse figuurtjes. Van wandkleden tot wenskaarten. Met veel borduurtips, 1977.[8] Dit boek is in 2018 vertaald en uitgegeven in het Japans.[9]

## Tentoonstelling
- Tentoonstelling Mies Bloch, reisschetsen, tekeningen; plak-gouaches van Jan de Leeuw [Kunstzaal De Rustende Jager, 1959].[10]

- Digitale Bibliotheek voor de Nederlandse Letteren: snap004
- International Standard Name Identifier: 0000 0003 9219 2988
- Nederlandse Thesaurus van Auteursnamen: 072320362
- RKD-Nederlands Instituut voor Kunstgeschiedenis: 9087
- Virtual International Authority File: 286190158
- WorldCat: E39PBJyhfRHj9CdjbVcDJBVDMP